# Bremañ
Bremañ és una revista bretona d'informació bimensual en bretó. Creada en 1980, és editada a Rennes per Skol an Emsav. És dirigida per Gwenvael Jéquel. Aquesta publicació, el nom de la qual vol dir ara en bretó, s'interessa per la cultura i els afers bretons, així com de l'actualitat internacional.

## Equip de redacció
- Gwenael Dage, actual director
- Fulup Lannuzel, actual cap de redacció
- Anton Burel, actual redactor
- Gwenole Gernigon, actual redactor
- Samuel Julien, actual redactor
- Paol ar Meur, actual redactor
- Tangi Legavre, actual redactor
- Gwenvael Jéquel, antic director
- Solenn Georgeault, antic redactor
- Milio Latimier, antic redactor
- Joan Bizien, antic redactora
- Olier ar Mogn, antic director

## Alguns antics o nous col·laboradors ocasionals
- Riwal Couix
- Patricia Pastrana-Le Gall
- Anton Châtelier
- Sandrig ar Gall
- Kristel Chevallier-Gaté
- Mikael Baudu
- Herve Bihan
- Alan Heusaff,
- Daniel Personig,
- Daniel an Doujet
- Gwennyn Louarn
- Tangi Louarn
- Hoel Louarn
- Anna-Vari Chapalain
- Iwan Kadored
- Lukian Kergoat
- Mark Kerrain
- Paol ar Meur
- Mich Beyer